# Диффузионный слой
Диффузио́нный слой – приповерхностные объемы материала, химический состав которых изменился в результате диффузии  при химико-термической обработке (ХТО). Изменение химического состава этих объемов приводит к изменению фазового состава, структуры и свойств материала диффузионного слоя.
Важнейшим условием образования диффузионного слоя является существование растворимости диффундирующего элемента в насыщаемом металле при температуре химико-термической обработки. Диффузионные слои могут также создавать элементы, имеющие при температуре процесса малую растворимость в насыщаемом металле, но образующие с ним химические соединения.

## Классификация диффузионных слоев
Классификацию диффузионных слоев проводят по количеству и природе насыщающих элементов; по структуре и свойствам.

### Однокомпонентные диффузионные слои
Однокомпонентные диффузионные слои получают в результате насыщения металлов и сплавов неметаллическими элементами (цементация стали, азотирование, борирование, силицирование …) или металлическими элементами (цинкование, хромирование, алитирование …)

### Многокомпонентные диффузионные слои
По природе насыщающих элементов многокомпонентные диффузионные слои можно разделить на три группы:
- насыщение двумя и более неметаллическими элементами (нитроцементация (цианирование, карбонитрация), сульфоцианирование, боросилицирование …);
- насыщение двумя и более металлическими элементами (хромоалитирование, хромотитаноалитирование …);
- насыщение одновременно неметаллическими и металлическими элементами (алюмосилицирование, бороалитирование, хромоалюмосилицирование …).

На основании характера взаимодействия  насыщающих элементов с насыщаемым металлом (классификация по В.И. Архарову) или между собой (в насыщающей среде) (классификация по Г.В. Земскову) можно прогнозировать результаты двухкомпонентной химико-термической обработки.

## Физико-химические основы формирования диффузионного слоя

### Процессы на насыщаемой поверхности
Насыщаемая поверхность не равновесна:  не однородна по химическому составу, содержит дефекты кристаллического строения и адсорбированные атомы,  её структура обладает  естественной  и искусственной шероховатостью.
Процесс адсорбции  при химико-термической обработке сложен и зависит от многих факторов: температуры, давления, состояния поверхности, природы металла и диффундирующего элемента и т.д. Кроме того, процесс адсорбции насыщающих элементов сопровождается поверхностной самодиффузией  и гетеродиффузией, а в случае протекания на поверхности раздела химических реакций  (обмена  или диспропорционирования) - десорбцией  продуктов реакции в реакционную среду.

### Диффузия в твердом теле
Адсорбированные поверхностью атомы насыщающих элементов диффундируют вглубь обрабатываемого изделия. Суммарный диффузионный поток при химико-термической обработке состоит из  атомов насыщающих элементов (гетеродиффузия), основного металла сплава (самодиффузия), легирующих элементов  сплава и примесей  (гетеродиффузия). Диффузионные потоки оказывают взаимное влияние на скорость и полноту реализации процесса насыщения.

### Фазовый состав диффузионного слоя
В настоящее время существуют две качественно отличающихся теории: 'атомная' и 'реакционная'.
Согласно 'атомной' теории, при химико-термической обработке фазы  диффузионного слоя формируются в последовательности, определяемой изотермическим сечением диаграммы фазового состояния  «металл - насыщающий элемент», при температуре обработки. Математическим выражением 'атомной' теории является многофазная (задача Стефана), в которой диффузионный массоперенос в каждой фазе описывается вторым законом Фика, а на межфазных границах ставят условие баланса диффузионных потоков (кинетика фазовых превращений в диффузионном слое не учитывается).
Теория 'реакционной' диффузии впервые была предложена В.З. Бугаковым. Согласно этой теории, при контакте двух разнородных металлов (или реакционной среды и металла) на границе, в результате гетерогенных флуктуаций, образуются зародыши новой фазы  - интерметаллического соединения. Возникающая фаза может занимать промежуточное положение на диаграмме фазового состояния.
При прогнозировании фазового состава диффузионных слоев и последовательности образования фаз, следует учитывать не только особенности диффузионного массопереноса в металле (или в объеме каждой фазы), но и кинетику фазовых превращений (скорость перераспределения атомов на межфазных границах, перестройки кристаллических решеток и образования центров кристаллизации  новой фазы).  

### Формирование структуры диффузионного слоя
Структура диффузионного слоя формируется в процессе выдержки при температуре химико-термической обработки, в процессе охлаждении или последующей термической обработки.
При температуре химико-термической обработки формируется либо гомогенная структура  диффузионного слоя, либо неоднородная – многофазная, гетерогенная структура, состоящая из нескольких однофазных структурных зон, расположенных последовательно по мере удаления от поверхности насыщения.
Структурная зона диффузионного слоя – часть диффузионного слоя, материал которой формируется  в результате фазовых превращений при ХТО. Каждая структурная зона при температуре ХТО является однофазной и отличается от других зон диффузионного слоя.
В процессе последующего охлаждения или термической обработки  в диффузионном слое возможны фазовые превращения, характер которых зависит от режима охлаждения и устойчивости фаз, сформировавшихся при температуре химико-термической обработки.
Переходная зона – переходная структура между наиболее значимой с точки зрения эксплуатации зоной диффузионного слоя и сердцевиной.
При их формировании диффузионного слоя при ионной химико-термической обработке определяющее значение  имеет процесс имплантации ионов насыщающего элемента. Структура такого диффузионного слоя отличается от полученной в результате традиционной (термодиффузионной) ХТО, где значительную роль играет диффузия по границам зерен  .

## Толщина диффузионного слоя
Толщина диффузионного слоя – кратчайшее расстояние от поверхности насыщения до сердцевины.
Эффективная толщина упрочненного слоя –  кратчайшее расстояние от поверхности насыщения до структуры с параметром (например, твёрдостью),  равным некоторому  предельному значению. Этот параметр должен гарантировать надежность  и долговечность  работы изделия и его задают исходя из условий эксплуатации с учетом конструктивных особенностей изделия.

## Рекомендуемая литература
- Борисенок Г. В., Васильев Л. А., Ворошнин Л. Г. и др. Химико-термическая обработка металлов и сплавов. Справочник. — М.: Металлургия, 1981. — 424 с.

- Бокштейн С. З. Диффузия и структура металлов. — М.: Металлургия, 1973. — 206 с.
- Бокштейн Б. С., Бокштейн С. З., Жуховицкий А. А.,. Термодинамика и кинетика диффузии в твердых телах. — М.: Металлургия, 1974. — 280 с.
- Ляхович Л. С., Ворошнин Л. Г., Панич Г.Г., Щербаков Э.Д. Многокомпонентные  диффузионные покрытия. — Минск: Наука и техника, 1974. — 288 с.
- Ворошнин Л. Г. Антикоррозионные диффузионные покрытия. — Минск: Наука и техника, 1981. — 296 с.
- Ворошнин Л. Г., Витязь П.А., Насыбулин А.Х., Хусид Б.М. Многокомпонентная диффузия в гетерогенных сплавах / под ред. Бодяко М. Н. — Минск: Высшая школа, 1984. — 142 с.
- Криштал М. А., Волков А. И. Многокомпонентная диффузия в металлах. — М.: Металлургия, 1985. — 176 с.
- Ворошнин Л. Г., Абачараев М.М., Хусид Б.М. Кавитационностойкие покрытия на железоуглеродистых сплавах / под ред. Бодяко М. Н. — Минск: Наука и техника, 1986. — 248 с.
- Ворошнин Л. Г., Лабунец В. Ф., Киндрачук М. В. Износостойкие боридные покрытия. — Киев: Техника, 1989. — 158 с. — ISBN 5-335-00329-4.

## Статьи
- Дубинин Г.Н. О механизме формирования диффузионного слоя// Защитные покрытия на металлах.  - Вып. 10. Киев: Наукова думка, 1976. -  С.5-16.